# Rüdigerhof

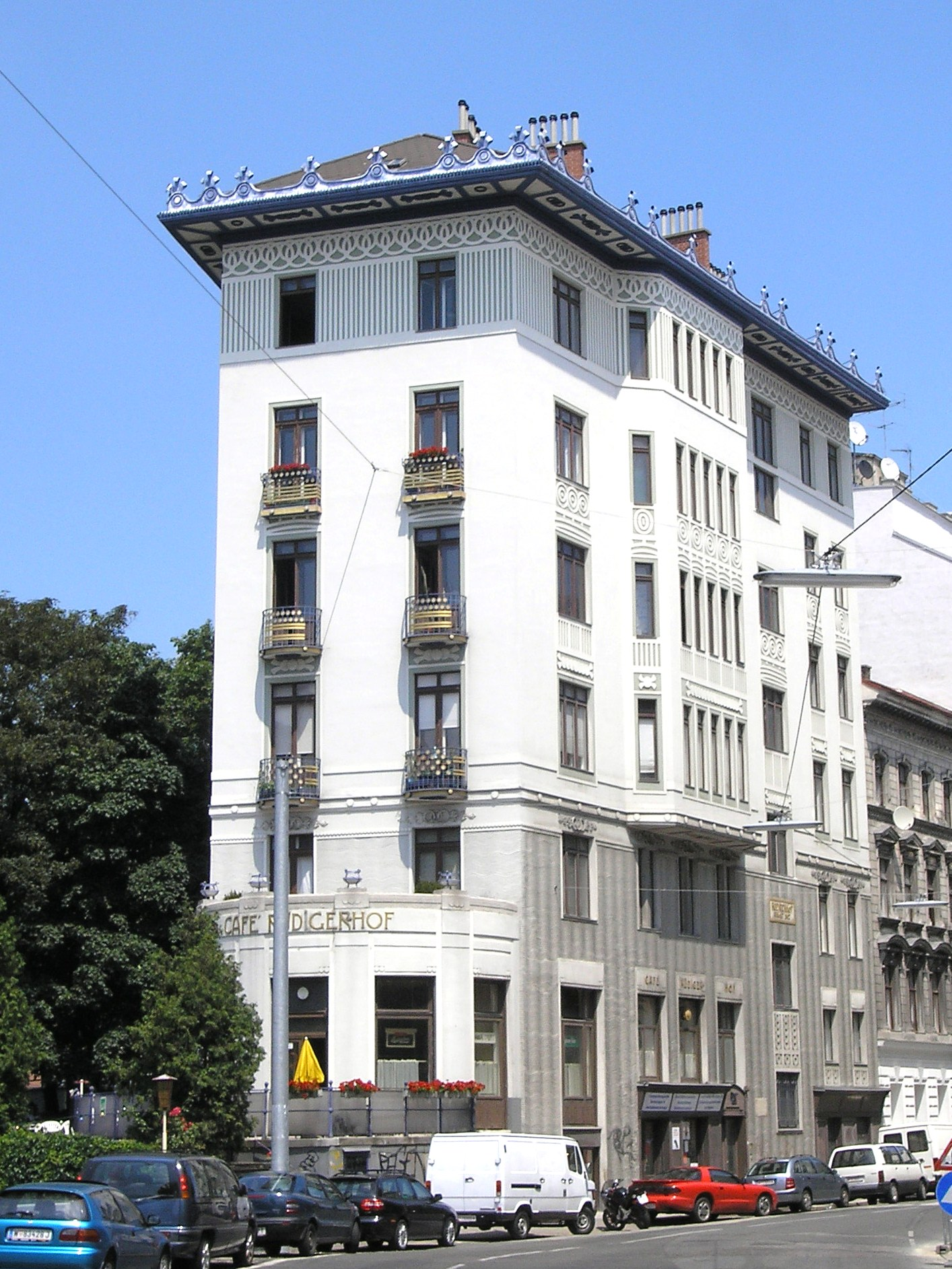
Der Rüdigerhof, vom Süden von der Rechten Wienzeile aus gesehen; vorne rechts: Hamburgerstraße 20; bei den Bäumen links: Fortsetzung der Rechten Wienzeile

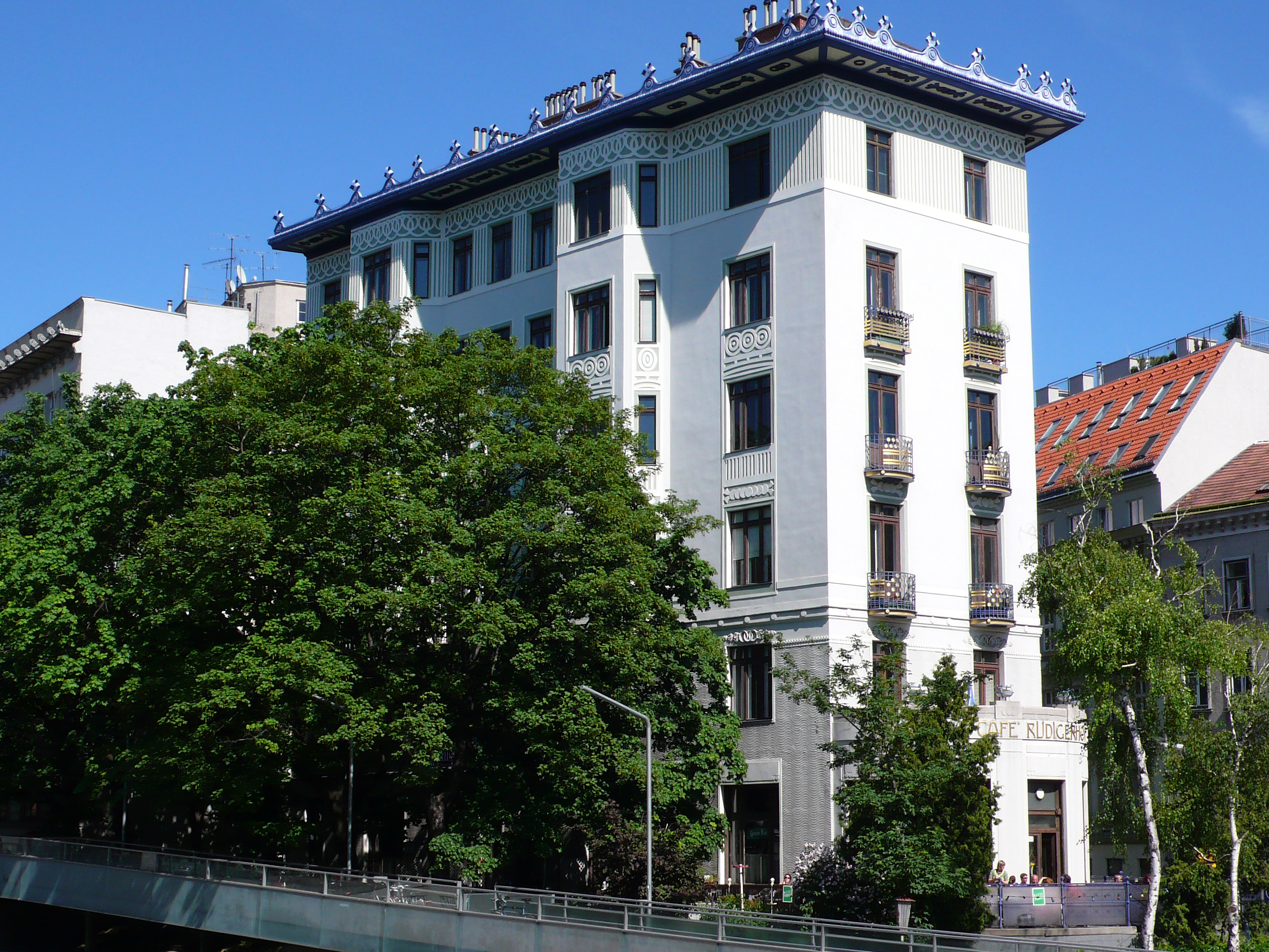
Rüdigerhof vom Wienfluss aus gesehen, Blick auf die Längsseite in der Rechten Wienzeile 67

Der Rüdigerhof ist ein unter Denkmalschutz stehendes Jugendstil-Wohnhaus in Wien-Margareten (5. Bezirk). Das Gebäude befindet sich in der Hamburgerstraße 20 (Rechte Wienzeile 67).

## Name
Der Hof ist nach der schräg gegenüber dem Gebäude von der Hamburgerstraße abzweigenden Gasse benannt, diese seit 1862 nach dem Feldherrn Ernst Rüdiger von Starhemberg (1638–1701); er war ab 1680 Wiener Stadtkommandant und Leiter der Verteidigung Wiens bei der zweiten Türkenbelagerung 1683 und wurde von Kaiser Leopold I. als Dank zum Feldmarschall ernannt.

## Lage
Das Gebäude steht in einem etwa 250 m langen Abschnitt des Wientals, in dem die westliche Stadteinfahrt Wiens nicht in der rechts neben dem Fluss und dem U-Bahn-Einschnitt verlaufenden Rechten Wienzeile, sondern in der eine Flusskurve abschneidenden Hamburgerstraße geführt wird.
Die Rechte Wienzeile, zuvor Hauptstraße, setzt sich links (oder nordwestlich) vom Rüdigerhof, dem hier eine Grünanlage vorgelagert ist, als Fußweg fort, der in eine Rampe übergeht. Von dieser führt der Margaritensteg unmittelbar vor der nordwestlichen Fassade des Rüdigerhofs schräg über den U-Bahn-Einschnitt zum Parkplatz auf der Wienfluss-Einwölbung westlich des Naschmarkts. (Rampe und Steg befinden sich im 5. Bezirk, Zugang bzw. Fahrradzufahrt vom Parkplatz zum Steg liegen im 6. Bezirk.) Die Hamburgerstraße bildet die südöstliche Hausfront. Der Rüdigerhof liegt keilförmig dazwischen.
Unmittelbar nördlich des Rüdigerhofs beginnt neben dem Margaritensteg die nach Nordosten bzw. Osten verlaufende Einwölbung von Wienfluss und U-Bahn-Einschnitt, die bis zum Stadtpark reicht. Auf dem dem Rüdigerhof nächsten Teil der Einwölbung findet der Wiener Flohmarkt statt bzw. dient er als Parkplatz.

## Baubeschreibung
Der Rüdigerhof wurde 1902 vom Architekten Oskar Marmorek erbaut. Das interessante Detail dieses Gebäudes ist, dass verschiedene Verputzvarianten angewandt wurden, z. B. der feine Wellenputz in der Sockelzone. Durch die unterschiedlichen Dekors wird das Gebäude optisch in drei horizontale Zonen geteilt, wobei die Wohngeschoße einen identischen Grundriss haben.
Die nach Südwesten nur zwei Fensterachsen schmale Schmalseite (das Haus ist an der nordöstlichen Schmalseite, an die die Nebenhäuser gekoppelt sind, mehr als doppelt so breit) ist im Erdgeschoß mit einem halbrunden, fünffenstrigen Vorbau versehen. Hier befindet sich das „Café Rüdigerhof“ (siehe unten).
Im Haus wohnte der bekannte Wienerlied-Sänger und Komponist Ernst Arnold, an den eine an der Fassade angebrachte Gedenktafel erinnert. Weiters wohnte hier der Kulturjournalist Harald Sterk (1938–1991), der sich für die Renovierung des Rüdigerhofs einsetzte. (Nach ihm und seinem Vater ist die Sterkgasse im gleichen Bezirk benannt.)

## Café Rüdigerhof

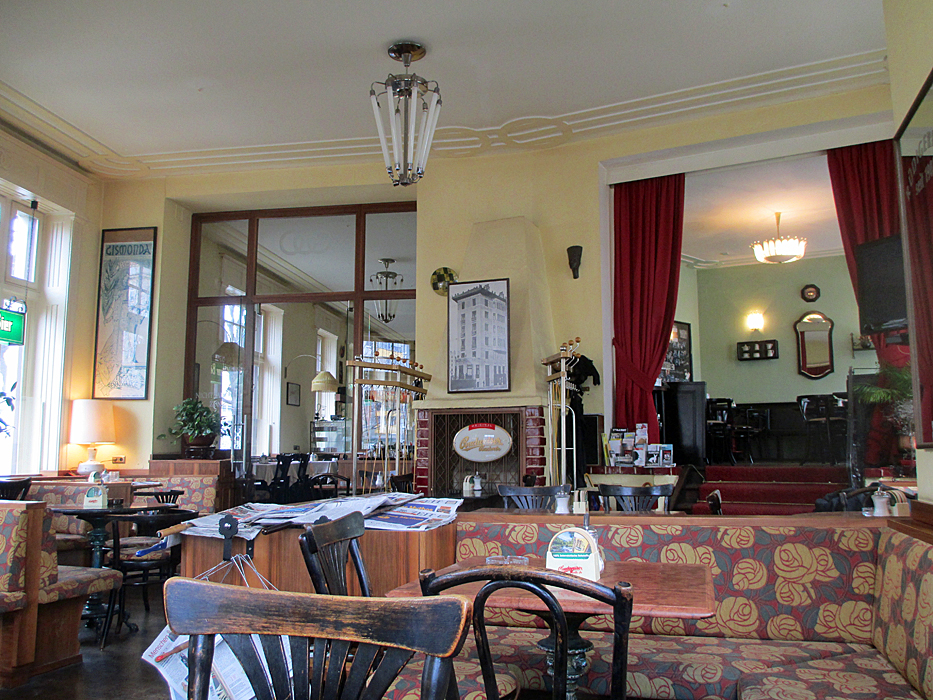
Im Café Rüdigerhof

Zum Rüdigerhof gehört das Café Rüdigerhof, das seit April 1903 besteht. Das Café war und ist beliebter Treffpunkt von Künstlern, Intellektuellen und Wiener Kaffeehausliebhabern. Die Einrichtung stammt aus den 50er und 60er Jahren und wurde seither nur minimal verändert.
Erwähnenswert ist der große Schanigarten mit Blick auf den Wienfluss, auf drei stufenförmig angelegten Terrassen mit alten Ahornbäumen gelegen. Das Café ist im Sommer bis 2 Uhr früh geöffnet.
Per Facebook-Aufruf wurde gegen Finderlohn die seit 22. Februar 2014 vermisste, 55 cm hohe Pinguinfigur aus bemaltem Stein gesucht. Sie stand 53 Jahre lang neben der nun einsamen, größeren Pinguinmutter, aus deren Schnabel ein kleiner Wasserstrahl in ein Becken darunter am Eck der Terrasse rinnt. Im Mai 2016 wurde die gestohlene Figur von Unbekannten in der Nacht zurückgebracht.